# Psary Stare
Psary Stare (do 2008 Stare Psary) – wieś w Polsce położona w województwie łódzkim, w powiecie piotrkowskim, w gminie Wolbórz. Do 2007 roku nosiła nazwę Stare Psary.
W latach 1975–1998 miejscowość administracyjnie należała do województwa piotrkowskiego.